# Linda Brenneman
 (juillet 2019).
Si vous disposez d'ouvrages ou d'articles de référence ou si vous connaissez des sites web de qualité traitant du thème abordé ici, merci de compléter l'article en donnant les références utiles à sa vérifiabilité et en les liant à la section « Notes et références ».
Linda Brenneman née le 13 octobre 1965 à Wheat Ridge, est une coureuse cycliste américaine.

## Palmarès sur route
- 1988
  - 3e étape de Women's Challenge
- 1989
  - 3e étape de Women's Challenge
- 1990
  - 4e étape de Washington Trust Classic
  - 2e de Washington Trust Classic
- 1991
  - International Tour de Toona
  - 2e étape de International Tour de Toona
- 1992
  - Redlands Bicycle Classic
  - Mount Evans Hill Climb
  - 3e du championnat des États-Unis sur route
- 1993
  - Redlands Bicycle Classic
  - Bisbee Tour
  - 1re et 2e étapes de Redlands Bicycle Classic
- 1995
  - Redlands Bicycle Classic
- 1996
  - 4e étape de Redlands Bicycle Classic
  - 9e et 10e étapes de Women's Challenge
  - 3e du championnat des États-Unis du contre-la-montre
  - 11e du contre-la-montre des Jeux olympiques à Atlanta
  - 36e de la course en ligne des Jeux olympiques à Atlanta